# Melanthia mesozona
Melanthia mesozona là một loài bướm đêm trong họ Geometridae.